# Vena femoral profunda
La vena femoral profunda, es una gran vena profunda en el muslo. Recibe la sangre de la parte interna del muslo y procede superior y medialmente corriendo a lo largo de la arteria femoral profunda para unirse con la vena femoral aproximadamente a nivel de la porción inferior de la tuberosidad isquiática.

## Función
La vena profunda del muslo contribuye con un mayor volumen de sangre a la vena femoral.

## Complicaciones
La vena profunda del muslo se ve comúnmente afectada por la flebitis, que puede ser una condición peligrosa en el caso de un trombo, o un coágulo de sangre, que se forma y puede desplazarse y viajar al corazón donde puede llegar a los pulmones.  Esta es una posible complicación de la inmovilidad debida al excesivo reposo en cama después de una cirugía o discapacidad, o un excesivo estilo de vida sedentario.